# 有馬忠三郎
有馬 忠三郎（ありま ちゅうさぶろう、1879年（明治12年）3月4日 - 1958年（昭和33年）6月2日）は、日本の弁護士、弁理士。法学博士。貴族院勅選議員。帝国弁護士会理事。

## 経歴
香川県大内郡丹生村（現：東かがわ市）出身。有馬米次郎の六男。1904年（明治37年）京都帝国大学法科大学独法科を卒業。1912年、分家して一家を創立する。
弁護士・弁理士事務所を開業し、後には第一東京弁護士会会長を務めた。1917年（大正6年）からは東京帝国大学農学部講師を務めた。1922年（大正11年）論文『不正競業論』で法学博士の学位を授与された。その他、高砂生命保険（のち三井生命保険）、復興建築助成各監査役や日本石油顧問などを務めた。
1935年（昭和10年）には帝国弁護士会理事を務めた。1946年（昭和21年）7月17日、貴族院議員に勅選され、同和会に所属し1947年（昭和22年）5月2日の貴族院廃止まで在任した。その後、日本弁護士連合会初代会長、日本法律家協会初代会長に選出された。

## 人物
宗教は一向宗。趣味は囲碁、読書。住所は神奈川県藤沢市片瀬、東京渋谷区代々木本町（現：元代々木町）。

## 家族・親族
有馬家
- 父・米次郎（香川県人）[3][2]
- 兄・輿平（香川県人）[3][7]
- 妻・タカ[1][2]あるいはタカ子[3]（1892年生、広島士族、高橋進の四女）[3]
- 息子、娘[1][2]